# Ла Бора (Пиза)
Ла Бора (итал. La Borra) је насеље у Италији у округу Пиза, региону Тоскана.
Према процени из 2011. у насељу је живело 755 становника. Насеље се налази на надморској висини од 18 м.